# 朴父
朴父，也作「朴父」，《神異經》東南荒經裡記載的神仙，在大地創始之初受天命開導百川，因督導不周開鑿出的河川深淺不一或疏通不易，而被貶至東南。